# NA-2030
La  NA-2030  es una carretera local perteneciente a la Red de Carreteras de Navarra que se inicia en PK 9,00 de NA-140 y termina en Orbaitzetako Ola/Fábrica de Orbaizeta. Tiene una longitud de 10,93 kilómetros.

## Recorrido
| Denominación | Kilómetro | Salida                                        | Carretera                                     | Dirección                                       |
| ------------ | --------- | --------------------------------------------- | --------------------------------------------- | ----------------------------------------------- |
| NA-2030      | 0         |                                               | NA-140                                        | Isaba/Izaba Auritz/Burguete Ochagavía/Otsagabia |
| NA-2030      | 0         |                                               | NA-2031                                       | Aria                                            |
| NA-2030      | 4         | Travesía de Orbara                            | Travesía de Orbara                            | Travesía de Orbara                              |
| NA-2030      | 6         | Travesía de Orbaitzeta                        | Travesía de Orbaitzeta                        | Travesía de Orbaitzeta                          |
| NA-2030      | 7         | Travesía de la Selva de Irati                 | Travesía de la Selva de Irati                 | Travesía de la Selva de Irati                   |
| NA-2030      | 7         |                                               |                                               | Selva de Irati                                  |
| NA-2030      | 9         |                                               |                                               | Selva de Irati                                  |
| NA-2030      | 10        | Travesía de la Fábrica de Armas de Orbaitzeta | Travesía de la Fábrica de Armas de Orbaitzeta | Travesía de la Fábrica de Armas de Orbaitzeta   |